# Graham Mather
Graham Mather (n. 23 octombrie 1954) este un om politic britanic, membru al Parlamentului European în perioada 1994-1999 din partea Regatului Unit.